# Червінськ-над-Віслою (гміна)
Гміна Червінськ-над-Віслою (пол. Gmina Czerwińsk nad Wisłą) — місько-сільська гміна у центральній Польщі. Належить до Плонського повіту Мазовецького воєводства.
Станом на 31 грудня 2011 у гміні проживало 7908 осіб.

## Площа
Згідно з даними за 2007 рік площа гміни становила 146.07 км², у тому числі:
- орні землі: 84.00%
- ліси: 5.00%

Таким чином, площа гміни становить 10.56% площі повіту.

## Населення
Станом на 31 грудня 2011:
| Опис     | Загалом | Загалом | Чоловіки | Чоловіки | Жінки | Жінки |
| -------- | ------- | ------- | -------- | -------- | ----- | ----- |
| одиниця  | осіб    | %       | осіб     | %        | осіб  | %     |
| все      | 7908    | 100     | 3965     | 50.14    | 3943  | 49.86 |
| міське   | 0       | 100     | 0        |          | 0     |       |
| сільське | 7908    | 100     | 3965     | 50.14    | 3943  | 49.86 |

## Сусідні гміни
Гміна Червінськ-над-Віслою межує з такими гмінами: Брохув, Вишоґруд, Закрочим, Залуський, Леонцин, Нарушево.